# شرح منازل السائرین
شرح منازل السائرین کتابی از عبدالرزاق القاسانی است که در سال ۱۳۷۲ منتشر و در مراسم کتاب سال جمهوری اسلامی ایران به‌عنوان کتاب برگزیده معرفی شد.